# Biologie sexuální orientace
Spojení mezi biologií a sexuální orientací je dnes předmětem výzkumu a četných debat. Přesto nebyla jednotná příčina určení sexuální orientace dosud objevena.

## Empirické výzkumy

### Studie dvojčat
Dvojčata jsou ve vědě často používána k porovnávání vyvinutých znaků, protože lze eliminovat vliv výchovy. Částečně z tohoto důvodu byla mezi dvojčaty (spíše jednovaječnými) a homosexuálními jedinci nalezena první pozitivní korelace již v roce 1991.
Bearman a Brückner (2002) tyto první experimenty kritizovali, jelikož byly prováděny na příliš malém a nereprezentativním vzorku. Sledovali proto 289 páru identických dvojčat a 495 dvouvaječných dvojčat a taktéž sledovali shodné znaky v homosexualitě pouze 7.7% mužů a 5.3% žen. Vyvodili tedy, že zde pravděpodobně nejde o žádný genetický vliv lišící se od společenského kontextu. 

#### Kritika
Kritika na studie dvojčat především poukazovala na to, že homosexuální dvojčata budou raději spolupracovat na průkazném výzkumu.

### Studie chromosomálního spojení
Výsledek genetického srovnávání, jenž do médií pronikl jako gay gene, gen Xq28 je stále kontroverzní. Nicméně byli několikrát opakovány i na zvířatech a shodnou se na tom, že homosexuální mají jisté genetické odlišnosti.

### Epigenetické studie
Jakkoliv je dosud koncept epigenetiky sporný, některé teorie s ním pro homosexualitu pracují, nicméně i tyto teorie většinou pracují s tím, že homosexualita je důsledkem podvědomého přizpůsobení. Bocklandt (2007) uvádí, že matky se specifickou úpravou na chromosomu X mají až čtyřikrát větší šanci mít homosexuálního syna.

### Další studie
Jiné hypotézy zkoumají, jak se dítě fixuje v brzkém věku k matce nebo jak se liší mozková aktivita homosexuálních jedinců.

## Sexuální orientace a evoluce
Sexuální praktiky, které výrazně omezují četnost heterosexuálního styku také výrazně snižují šance na úspěšnou reprodukci, a proto by měly být maladaptivní. Jelikož ale homosexualita přetrvává, přestože se nezdá být dědičnou, existuje zřejmě i pozitivní důsledek jako i u jiných zdánlivě nevýhodných adaptací (maximálně by homosexualita mohla tvořit výhodu pro celou společnost či je uplatněno evoluční svezení se).
Někteří odborníci navrhují jako možnou příčinu vzniku homosexuality současnou výhodu v jiné oblasti života. Podobně například někteří lidé se srpkovou anémií odolovají malárii (tzn. Heterozygotní výhoda).
Teorie zvaná "strýček gay" navrhuje, že neobvykle orientovaní jedinci zvyšují šanci na reprodukci pro své příbuzné. Kin selekce (pomáháte-li svým příbuzným, rozšiřujete některé své geny) by tak měla populaci pomáhat získávat zdroje. 
Ve studii z roku 2008 autoři zmínili, že "Pravděpodobně existuje důkaz, že lidská sexuální orientace je geneticky zapříčiněna, takže nevíme, nakolik je homosexualita, která často způsobuje nižší reprodukční úspěch, v populaci vyžadovaná. " Hypotéza zněla, že "přestože geny způsobující homosexualitu redukují množství homosexuálů, mohou tvořit výhodu pro heterosexuální jedince, které je taktéž nesou." V závěru uvedli, že "geny (alespoň částečně) zodpovědné za homosexualitu mohou tvořit výhodu pro heterosexuály."  Nicméně ve stejné studii výzkumníci uvedli také, že "nemohou vyloučit negenetická alternativní vysvětlení".
Silným hlasem v debatě o evolučním původu homosexuality se stala italská studie z roku 2004, která ukázala, že plodnost žen je viditelně větší, pokud mají homosexuální příbuzné. Jak již poukázal Hamer,, i pouze malý přínos v reprodukční kapacitě žen nesoucích geny zodpovědné za homosexualitu mohou ve velkém měřítku populaci silně ovlivňovat.

## Fyziologické rozdíly mezi homosexuální a heterosexuální populací
- Homosexuální muži a heterosexuální ženy mají v průměru rovnoměrněji vyvinuté mozkové hemisféry. Homosexuální ženy a heterosexuální muži mají naopak v průměru mírně rozvinutějšípravou hemisféru.[15]
- Suprachiasmatické jádro v hypothalamu bylo u homosexuálních mužů podle studie Swaaba a Hopffmana větší,[16] fakt, že tato oblast je rozvinutější u žen se dostal již dříve do všeobecného povědomí.[17][18]
- Homosexuální muži mají v průměru oproti heterosexuálním delší penis.[19]
- Průměrná velikost oblasti INAH 3 je u homosexuálních mužů zhruba stejná jako velikost INAH 3 průměrné ženy, tj. neurony jsou zde mnohem hustěji uspořádány a oblast je celkově menší.[20]
- Homosexuální muži mají odlišné mozkové reakce na fluoxetin, selektivního inhibitoru zpětného vychytávání.[21]
- Funkce vnitřního ucha a centrálního zvukového systému lesbických a bisexuálních žen je podobnější mužům, než heterosexuálnějším ženám (výzkumníci takto argumentovali ve prospěch prenatální teorie sexuální orientace).[22]